# Kathedraal van Bayonne
De Kathedraal van Bayonne of de Kathedraal Sint-Marie (Cathédrale Sainte-Marie de Bayonne) is een rooms-katholieke gotische kathedraal in Bayonne in Frankrijk. Het was vroeger de kathedraal van de bisschop van Bayonne en het is tegenwoordig de kathedraal van de bisschop van Bayonne, Lescar en Oloron (na samenvoeging van enkele bisdommen).
Op de plaats van de huidige kathedraal stond eerder een romaanse kerk. Deze is tweemaal verwoest door brand, in 1258 en 1310. De bouw van de huidige kerk is begonnen in de 13e eeuw en was klaar in de 17e eeuw, op de torens na, die dateren uit de 19e eeuw. De kathedraal is gerestaureerd en opgeknapt door de 19e-eeuwse architect Émile Boeswillwald, een leerling van Eugène Viollet-le-Duc.
De kathedraal staat op de pelgrimsroute naar Santiago de Compostella, en is onderdeel van de werelderfgoedinschrijving pelgrimsroutes in Frankrijk naar Santiago de Compostella.

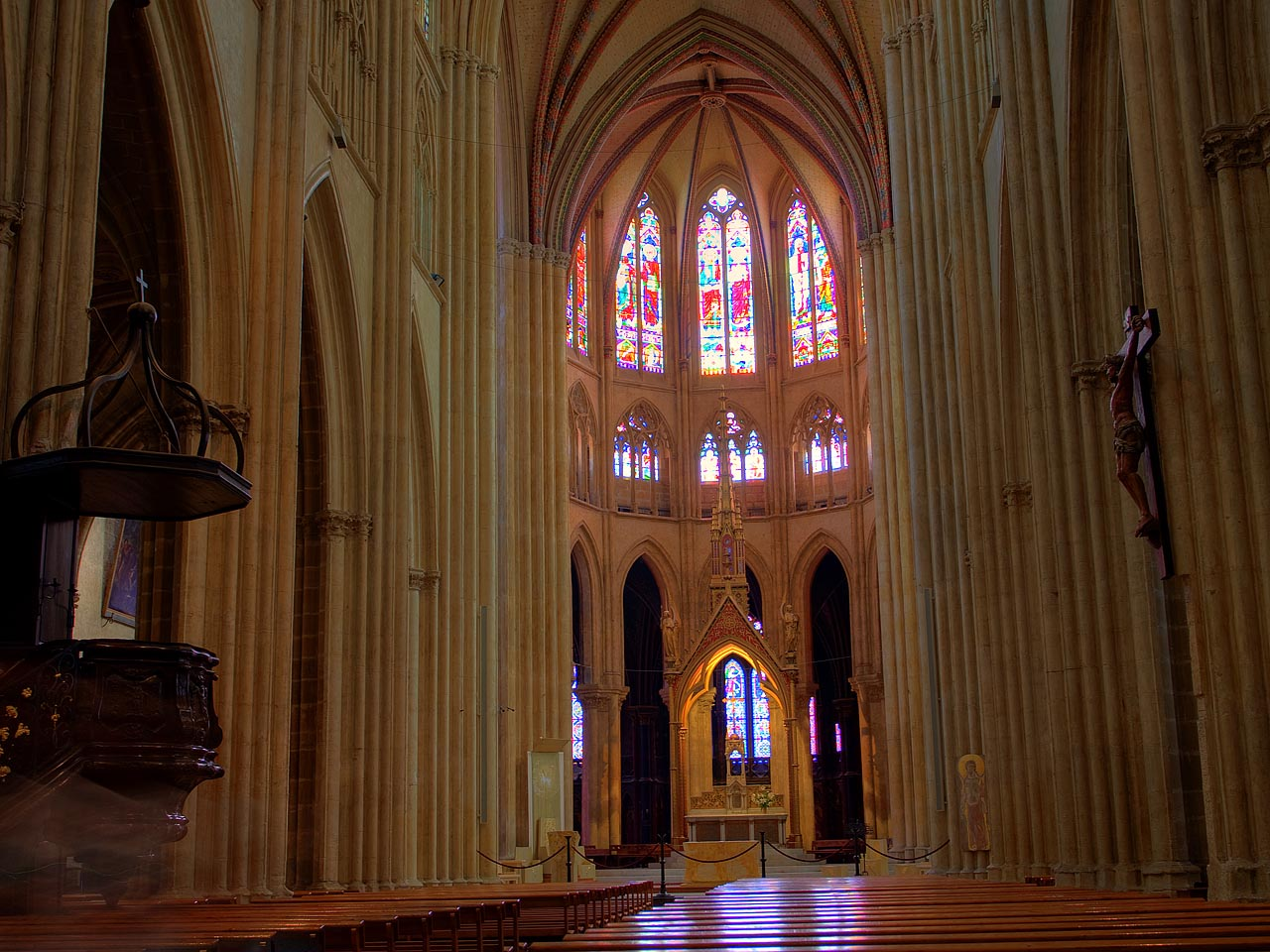
Interieur
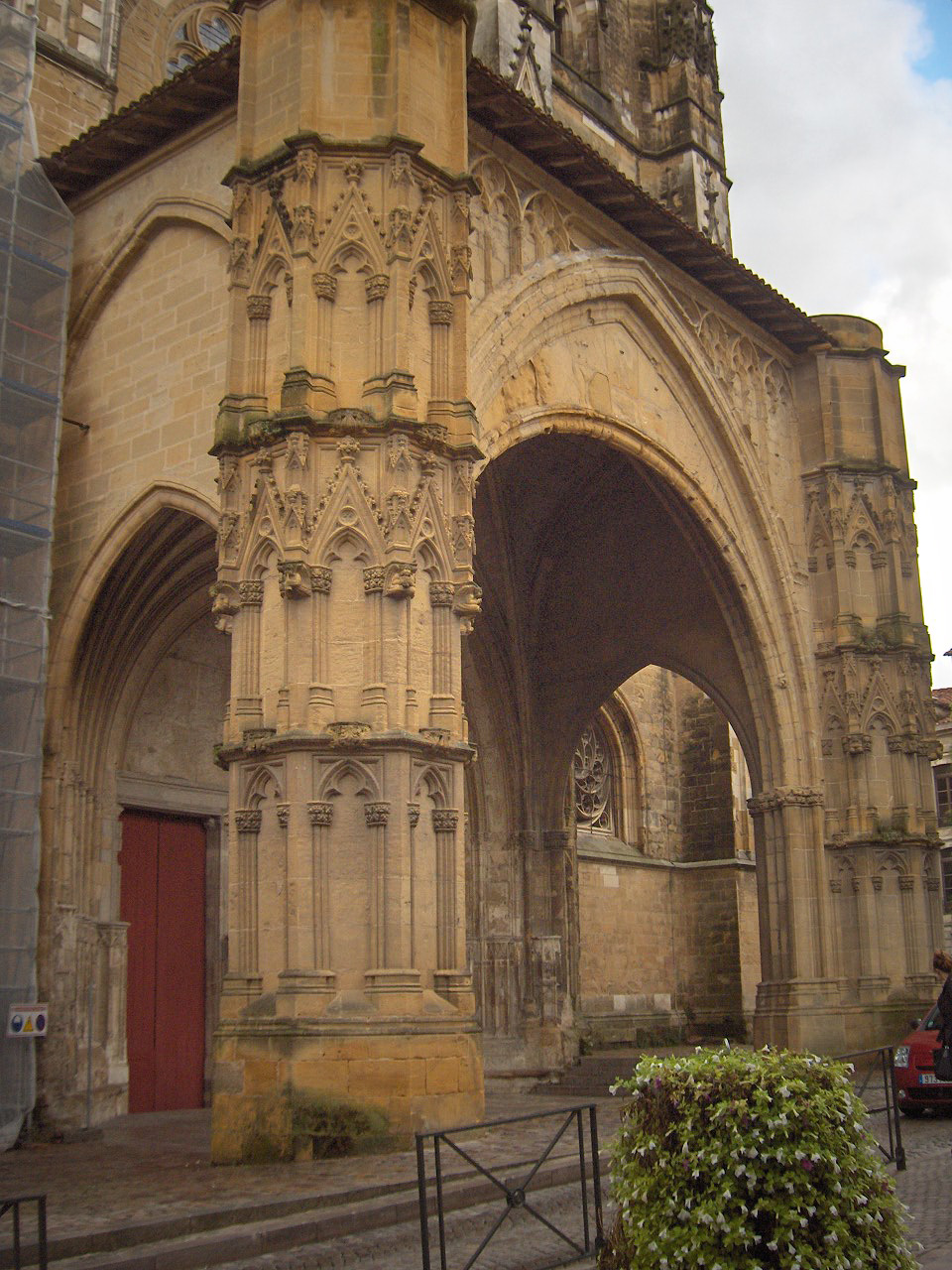
Exterieur